# Claire Hugon
Claire Hugon, née le 3 juillet 1981 à Etterbeek, est une femme politique belge, membre de Ecolo.

## Biographie
Claire Hugon nait le 3 juillet 1981 à Etterbeek.
Le 1 octobre 2020, elle devient députée fédérale à la Chambre des représentants en remplaçant Zakia Khattabi qui devient ministre dans le gouvernement De Croo. Elle est en 2024 rapporteuse du texte sur l'inscription du « bien-être animal » dans la Constitution belge. Le texte offre notamment un nouveau levier juridique pour les associations qui voudraient contester certaines pratiques, comme l'abattage ou le broyage des poussins.